# Рожер II
Роже́р II (фр. Roger II de Hauteville, итал. Ruggero II di Sicilia, сиц. Ruggeru II di Sicilia; 22 декабря 1095 года — 26 февраля 1154 года, Палермо) — основатель и первый король (с 1130 года) Сицилийского королевства из династии Отвилей, граф Сицилии (с 1105 года), герцог Апулии (c 1127 года).

## Ранние годы
Рожер II был вторым сыном Рожера I (1031—1101), графа Сицилии, и его третьей жены Аделаиды Савонской (умерла 1118). Он унаследовал графство Сицилию в 1105 году в десятилетнем возрасте, после смерти старшего брата Симона. В 1109 году при дворе Рожера в ходе своего похода в Святую землю гостил норвежский король Сигурд I. В годы малолетства Рожера (1105—1112) правительницей была его мать. Главным событием регентства Аделаиды Савонской стало перенесение графской резиденции из Милето в Калабрии в Палермо, завершившееся к 1112 году. В целом о раннем периоде жизни Рожера II известно мало ввиду отсутствия хроник.

## Образование и утверждение Сицилийского королевства

### Создание Сицилийского королевства (1121—1130)

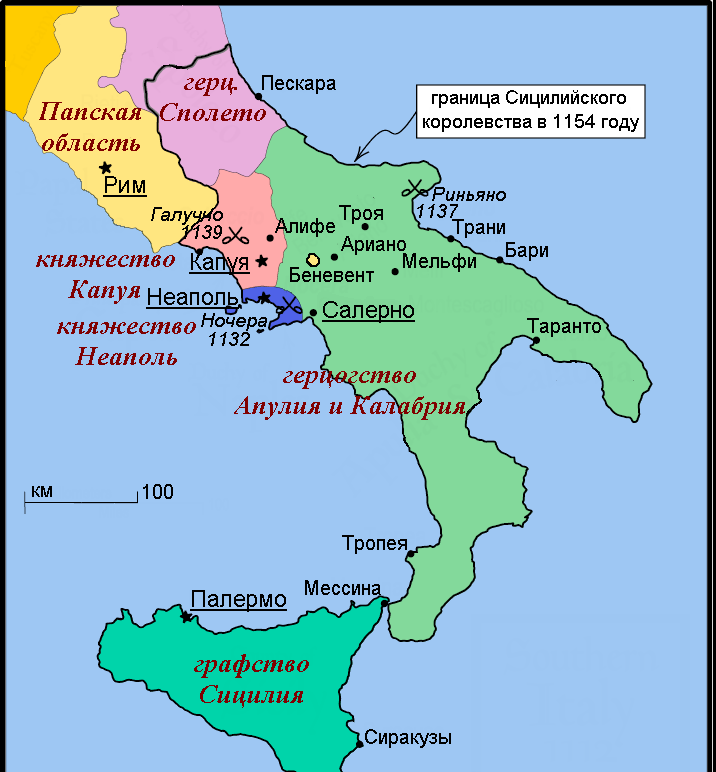
Южная Италия в 1112 году

Рожер II принял единоличную власть на Сицилии в 1112 году. За последующие десять лет Сицилия настолько окрепла, что у Рожера появилась возможность вмешаться в дела континентальной Италии. Правление его двоюродного брата герцога Вильгельма II в Апулии (1112—1127) ознаменовалось крупными смутами. Военная интервенция Рожера в Апулию, а также значительная финансовая помощь, предоставленная им Вильгельму II, позволила приостановить распад герцогства. В обмен на это Вильгельм по трем договорам, последовательно заключенным с Рожером в течение 1122 году, уступил Рожеру свою долю Палермо и Мессины (эти два города ранее находились в совместном владении Рожера I и Роберта Гвискара), а также передал ему сначала в залог, а затем в полную собственность свою долю Калабрии. В 1125 году Рожер в обмен на очередную денежную помощь был признан наследником бездетного Вильгельма.
После смерти Вильгельма Апулийского 25 июля 1127 года Рожер II объявил о своих претензиях на его наследство. Но, как выяснилось, Вильгельм успел в 1125—1127 годах дать схожие обещания своему другому двоюродному брату Боэмунду II Антиохийскому, а также папе Гонорию II. Если Боэмунд II находился в 1127 году в своем княжестве Антиохии и не представлял опасности, то папа Гонорий II, являясь к тому же сюзереном герцогства Апулии, намеревался воспрепятствовать Рожеру II вступить в наследование Вильгельма II. Папе удалось привлечь на свою сторону ряд крупных баронов Апулии.
Сразу же после получения известия о смерти Вильгельма Рожер во главе своего флота прибыл к стенам Салерно — столицы Апулии. Салерно первоначально отказался признать Рожера, и согласие города Рожер II был вынужден купить ценой ряда важных уступок. Затем Рожер купил лояльность своего зятя Райнульфа Алифанского, позволив ему увеличить владения за счет соседнего графа Ариано. Поступая аналогичным образом с прочими крупными городами и баронами, Рожер II добился своего признания в герцогстве и к началу зимы 1127—1128 гг. вернулся на Сицилию.

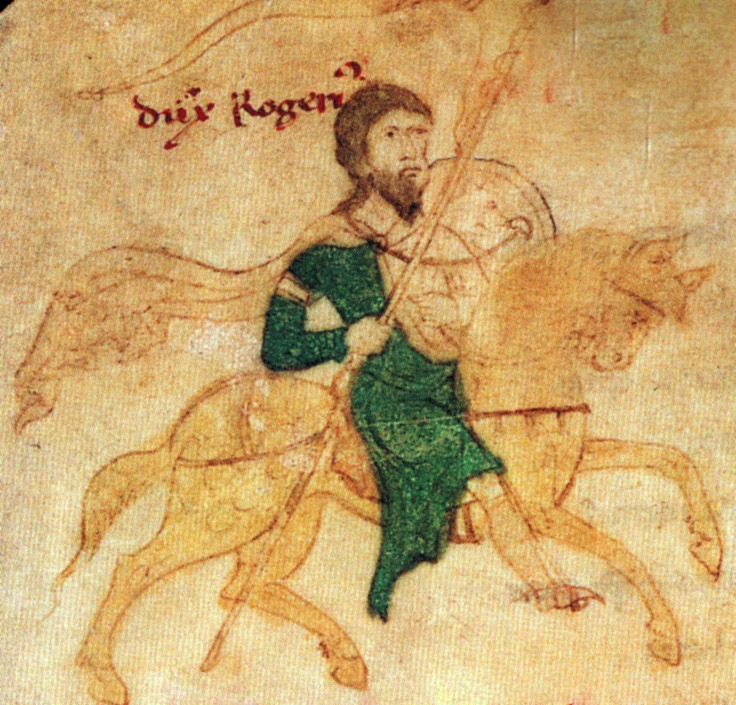
Рожер II — иллюстрация к поэме Петра из Эболи

Воспользовавшись отъездом Рожера, папа Гонорий II сформировал лигу недовольных новым герцогом, в которую вошли город Троя, Райнульф Алифанский, Роберт II Капуанский и ряд других крупных феодалов, а затем отлучил Рожера от Церкви. В мае 1128 года Рожеру II пришлось вновь подчинять себе Южную Италию. Он высадился в своих наследственных владениях в Калабрии и молниеносно прошел оттуда в Апулию. В июле 1128 года армии Рожера и папы встретились при Брадано, Рожер предпочел уклониться от боя, и в течение двух месяцев противники стояли лагерем друг против друга. За это время союзники папы перессорились, а его наемники отказывались продолжать войну. Гонорий II предложил начать переговоры, и 22 августа 1128 года в Беневенто папа признал Рожера II герцогом Апулии. Рожер II принес папе вассальную присягу, подтвердил принадлежность Беневенто папе и признал независимость Капуи.
В 1129 году Рожер II успешно усмирил оставшихся непокорных баронов, утвердил переход Трои под власть Райнульфа Алифанского, а последний опять покорился Рожеру II. В этом же году Роберт II Капуанский добровольно признал себя вассалом Рожера. В сентябре 1129 года Рожер II собрал в Мельфи большое собрание прелатов и баронов Апулии, на котором они принесли герцогу и его сыновьям клятву верности. Одним из важнейших успехов Рожера стало объявление «герцогского мира» — запрета на междоусобные войны.
14 февраля 1130 года в Риме начался очередной раскол: на папский престол были почти одновременно выбраны Иннокентий II и Анаклет II. Иннокентию II пришлось вскоре бежать из Рима, но большинство европейских монархов под влиянием Бернарда Клервоского признали папой именно его. Анаклет II, хоть и контролировавший Рим, оказался в изоляции. Рожер II, воспользовавшись ситуацией, предложил Анаклету поддержку в обмен на коронацию. 27 сентября 1130 года Анаклет II своей буллой передал Рожеру II и его потомкам королевскую власть над Сицилией, Апулией и Калабрией, суверенитет над Капуей, «почтение» Неаполя, при этом вновь образованное королевство оставалось вассалом папского престола. На большом собрании южноитальянских баронов в Салерно Рожер II получил от них одобрение своим действиям. 25 декабря 1130 года в кафедральном соборе Палермо легат Анаклета II кардинал Косма помазал Рожера II на сицилийский престол, а Роберт Капуанский возложил корону на его голову.

### Междоусобная война в Южной Италии (1131—1134)

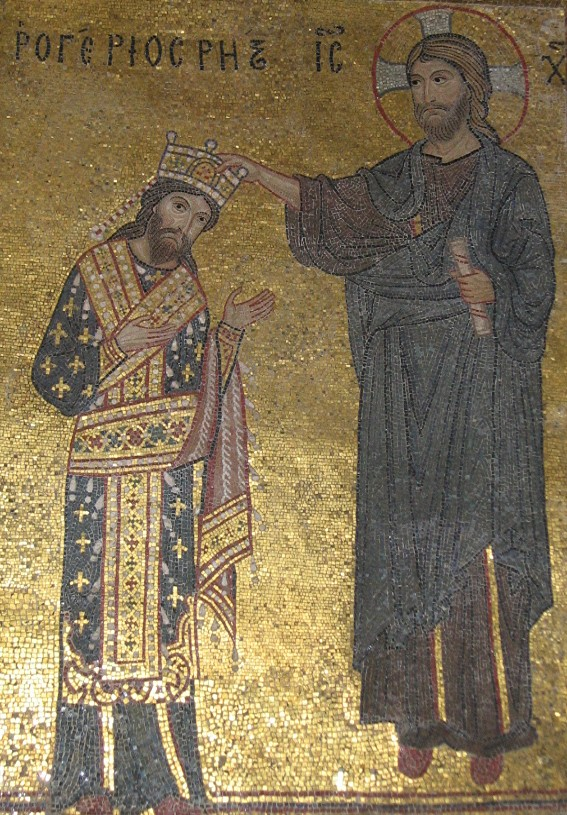
Христос коронует Рожера II. Мозаика в церкви Марторана в Палермо

Коронация Рожера и создание королевства Сицилии вызвала недовольство множества внешних и внутренних врагов. Нормандские бароны и южноиталийские вольные города не желали иметь над собой сильного сюзерена. Оба римских императора — германский Лотарь II и греческий Иоанн II Комнин — считали Южную Италию частью своих империй. Европейские государи, поддержавшие папу Иннокентия II, не признавали нового короля, получившего корону от антипапы Анаклета II.
В 1131 году Танкред из Конверсано и князь Гримоальд из Бари подняли мятеж против короля и захватили Бриндизи. Брат Райнульфа Алифанского Рикардо, граф Авеллино, объявил о своей независимости. В марте 1132 Рожер II вновь прибыл из Сицилии на Аппенинский полуостров и за два месяца подавил мятежи. Авеллино был присоединен к королевскому домену, в Бари размещён королевский гарнизон. Гримоальд и его семья были взяты в плен и отправлены на Сицилию, а Танкреду из Коверсано была сохранена свобода только при условии немедленного отъезда в Палестину. Занимавшие во время мятежа двусмысленную позицию Роберт II Капуанский и Райнульф Алифанский были отправлены королём в Рим для поддержки антипапы Анаклета.
Но уже в мае 1132 года Рожеру II пришлось вновь столкнуться с мятежом. Сестра короля Матильда, жена Райнульфа Алифанского, бежала от мужа на Сицилию, прося у брата защиты против жестокости мужа. Райнульф Алифанский самовольно оставил Рим и вернулся в свои владения, требуя у короля вернуть жену. Райнульфа поддержал Роберт Капуанский, также вернувшийся в Капую. Рожер II двинулся на мятежников, но, узнав о переходе на сторону мятежников города Беневенто, под покровом ночи горами отступил к Ночере — второму по значению городу княжества Капуя. 24 июля 1132 мятежники наголову разбили Рожера II, сам король в сопровождении всего четырёх воинов бежал с поля битвы. Известие о поражении королевской армии и бегстве Рожера II на Сицилию послужило сигналом для всеобщего восстания в Апулии. К концу 1132 Рожер II практически потерял все владения на итальянском полуострове.
Между тем, германский король Лотарь II предпринял давно откладывавшийся поход в Италию для коронации римским императором. 30 апреля 1133 года император Лотарь и папа Иннокентий вступили в Рим, в руках антипапы Анаклета оставался только правый берег Тибра с собором святого Петра и Замком Святого Ангела. Попытка Лотаря II выбить Анаклета II из Рима оказалась неудачей, и, не имея возможности вступить в Собор Святого Петра, он был коронован своим протеже Иннокентием II 4 июня 1133 года в церкви Сан-Джованни-ин-Латерано, после чего отправился обратно в Германию. Вслед за ним бежал в Пизу и Иннокентий II. Южноитальянские мятежники, надеявшиеся на интервенцию германского короля, пали духом.
Весной 1133 года, получив известие об уходе императора и папы из Рима, Рожер II с новой армией, состоявшей в основном из сицилийских мусульман, вновь высадился в полуостровной Италии. На этот раз Рожер II действовал с беспримерной жестокостью, разрушая мятежные города и казня мятежных баронов. На следующий год, уже не встречая никакого сопротивления, он полностью восстановил контроль над своими владениями на полуострове. Роберт Капуанский бежал в Пизу, его владения были конфискованы Рожером II, а Райнульф Алифанский и герцог Неаполя Серджио VII сдались на милость короля, поклялись ему в верности и были им прощены. Беневенто вновь перешел под контроль Анаклета II, которому подчинилась вся Папская область. Чтобы показать подданным нерушимость своей власти на полуострове, Рожер II в 1134 сделал своих трех сыновей князьями: Рожера III — Апулии, Танкреда — Бари, Альфонсо — Капуи.

### Интервенция Лотаря II и новая междоусобная война (1135—1137)
Болезнь Рожера II и слухи о его кончине в начале 1135 года вновь спровоцировали выступление баронов. Роберт Капуанский с союзным пизанским флотом в апреле 1135 года прибыл в Неаполь, герцог которого Сергий VII перешел на сторону Роберта. К мятежникам присоединился и Райнульф Алифанский. Совместно они пытались взять Капую, но, потерпев неудачу, Сергий VII и Роберт II отступили в Неаполь. Райнульф предполагал оборонять против Рожера II Аверсу, но был также вынужден отступить в Неаполь. Рожер II сжёг Аверсу, а затем осадил Неаполь с моря и суши. Восставшие призвали на помощь Иннокентия II и Лотаря II.
В августе 1136 года Лотарь II, достигший после коронации непререкаемой власти в Германии, выступил во второй итальянский поход. В феврале 1137 года Лотарь II вступил в Болонью, где его армия разделилась. Сам император вместе с папой продолжил поход вдоль Адриатического побережья, а его зять Генрих Гордый через Тоскану и Папскую область должен был пройти к Неаполю, после чего соединиться с Лотарем II в Бари. Продвижение Лотаря II было стремительным. Генриху Гордому не удалось освободить Рим, а Беневенто и Монте-Кассино перешли на его сторону только ценой уступок. Роберт Капуанский при поддержке императорских войск вернул себе Капую и совместно с пизанцами осадил Салерно. В мае 1137 года армии Лотаря II и Генриха Гордого соединились в Бари. Дальнейший поход в Калабрию и Сицилию оказался невозможным, так как германские вассалы требовали возвращения домой. В августе 1137 года Иннокентий II и Лотарь II совместно возвели в ранг герцога Апулии Райнульфа Алифанского, после чего покинули Южную Италию.

### Восстановление и признание Сицилийского королевства (1137—1139)

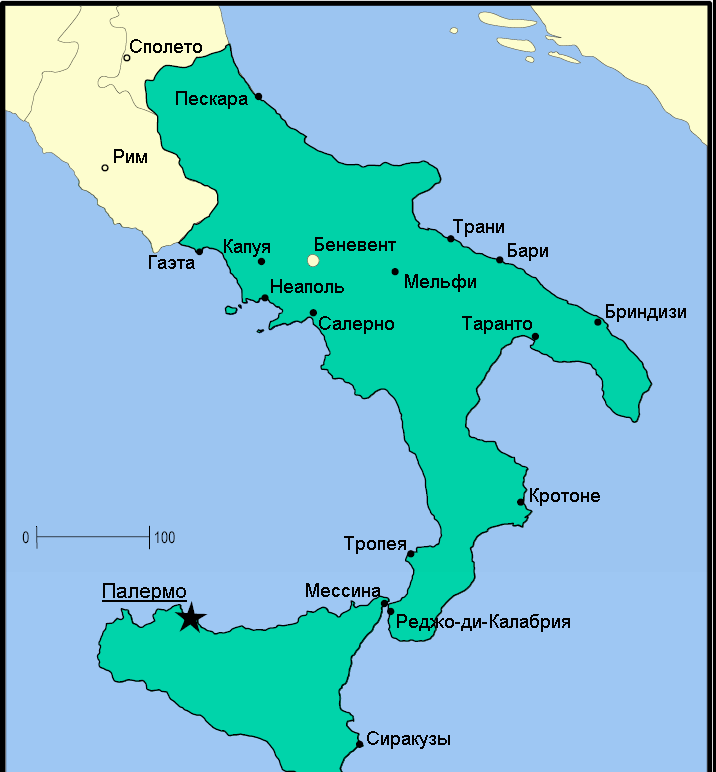
Сицилийское королевство при Рожере II

В течение всего вторжения Лотаря II Рожер II находился на Сицилии, предоставив своим врагам разорять свои материковые владения. Вступление в войну с императором скорее всего привело бы к разгрому Рожера II и гибели его государства. Политика невмешательства Рожера II, позволившая интервенции Лотаря иссякнуть самой по себе, полностью себя оправдала. Уход германской армии за Альпы предоставил Рожеру II возможность уже в начале октября 1137 года без особых усилий вернуть себе контроль над Кампанией. Капуя была взята и подвергнута варварскому разграблению, князь Роберт Капуанский вновь бежал. Герцог Неаполя Сергий VII опять принес клятву верности королю, а после его гибели при Риньяно (где он сражался на стороне короля) и пресечения местной династии Неаполь стал частью королевского домена.
Единственным противником Рожера II среди баронов Южной Италии остался его вероломный зять Райнульф Алифанский. 30 октября 1137 года Рожер II был разбит Райнульфом при Риньяно, но это поражение не имело политических последствий. Смерть Лотаря II (4 декабря 1137) и Анаклета II (25 января 1138) предоставила возможность Рожеру II без потери чести признать папу Иннокентия II и тем самым положить конец восьмилетнему конфликту с престолом Святого Петра. Сам Иннокентий II был, однако, настроен решительно и отлучил Рожера II и его сыновей от Церкви на Втором Латеранском соборе. Внезапная смерть Райнульфа Алифанского 30 апреля 1139 года сделала Рожера II господином Южной Италии, его власть была признана повсеместно, за исключением Трои и Бари.
Теперь папа Иннокентий II в одиночку был вынужден воевать с Рожером II. В сражении при Галуччо 22 июля 1139 года папская армия была разбита, а сам Иннокентий II попал в плен. 25 июля 1139 года Иннокентий II торжественно признал Рожера II королём Сицилии, его старшего сына Рожера герцогом Апулии, а третьего — Альфонсо князем Капуи. Взамен Рожер II признал сюзеренитет папского престола над Сицилийским королевством.
После примирения с папой у Рожера II освободились руки для наказания последних упорных мятежников. Троя объявила о своей капитуляции, но теперь уже Рожер II отказался принять сдачу, пока в городе погребено тело Райнульфа Алифанского. Жители Трои были вынуждены покориться королю: останки Райнульфа были извлечены из склепа, пронесены в саване по улицам города и выброшены в канаву. Впоследствии Рожер II по просьбе своего сына Рожера разрешил похоронить Райнульфа. Жителям Бари, долго отказывавшимся от примирения, Рожер II все же даровал почетные условия для сдачи, но затем переменил решение. Князь Бари и его ближайшие советники были повешены, ряд горожан были ослеплены и брошены в темницы.
Таким образом, в течение 1122—1139 годов Рожеру II удалось выполнить ряд важнейших задач. Все нормандские владения в Южной Италии были объединены в единое королевство, полунезависимые княжества в Капуе, Неаполе и Бари ликвидированы, большинство городов потеряли своё самоуправление (Салерно, Амальфи, Троя). Сицилийское королевство выдержало войну со Священной Римской империей и было признано папством. Рожер II вышел из череды войн и мятежей одним из могущественных государей Европы.

## Государственное устройство Сицилии при Рожере II

Герб династии Отвилей

Вновь образованное Сицилийское королевство значительно опередило современные ему монархии в сфере централизации и формирования сильной королевской власти. Главное значение в королевстве принадлежало Сицилии — наследственному владению Рожера II. Продолжая политику своего отца Рожера I, Рожер II был на редкость веротерпимым государем. Католики, православные и мусульмане пользовались одинаковыми правами. Рожер II оказывал равное покровительство латинским и греческим монастырям. Последние формально подчинялись латинской иерархии, но сохраняли греческий язык и обряд. Мусульмане на равных правах с христианами занимали посты в государственной администрации и являлись ядром сицилийской армии.
Главой королевской администрации с титулом эмира эмиров был представитель греческой общины. Он и ближайшие советники короля составляли королевскую курию, выполнявшие функции органа высшей исполнительной и светской судебной власти. В подчинении курии находились две земельных канцелярии — «диваны», состоявшие в основном из мусульман и занимавшиеся сбором торговых пошлин и феодальных податей. Ещё один орган управления — «камера» состоял из греческих подданных. Управление провинциями находилось в руках камерариев, которым подчинялись местные правители. При этом местные правители назначались из той религиозной общины, которая преобладала в данном районе, и управляли в соответствии с обычаями этой общины. В целях борьбы с коррупцией и казнокрадством чиновникам даже самого низкого ранга позволялось обращаться непосредственно к королю и в курию. Уголовное судопроизводство осуществлялось разъездными судьями — юстициариями в присутствии т. н. boni homines — прообраза присяжных, избираемых из местного населения, как христиан, так и мусульман.
Рожер II сохранил также традиционные для мусульман и греков поземельные отношения, в результате чего для Сицилийского королевства стало характерно многообразие форм держаний земли и незавершённость феодализации: под византийским влиянием многие нормандские рыцари получали земли не на условном держании за военную службу, а на праве наследственной вотчины, а феодальные поместья зачастую обрабатывались не трудом крепостных крестьян, а сдавались в аренду свободному, обычно греческому, населению. Более того, король проводил политику, препятствующую построению классической феодальной вассально-ленной иерархии: любая передача земли рыцарю, а равно и её отчуждение, требовала санкции короля. Верность рыцаря сеньору допускалась только в случае, если она не входит в противоречие с верностью королю. Рожер II таким образом вмешивался в частноправовые отношения и фактически запрещал субинфеодализацию. В результате большая часть сицилийского рыцарства оказывалась в непосредственной зависимости от короля, что сильно укрепило центральную власть и лишило крупных баронов возможности создания собственных армий. В то же время, активная раздача земли Рожером II своим воинам и сторонникам привела к значительному расширению в Сицилийском королевстве прослойки рыцарей. Сицилийское рыцарство, в большинстве своём малоземельное, стало одной из главных опор королевской власти.
Ещё одной важной заботой Рожера II стало строительство и поддержание значительного военного флота, позволившего королю после 1139 г. активно вмешиваться в дела соседних средиземноморских стран. В отличие от Сицилии внутреннее устройство материковых частей королевства, особенно Кампании и Апулии, было сложным. После многолетней анархии Рожер II постарался распространить на эти области самые важные положения своей внутренней политики.
Вершиной законодательства короля стали т. н. Арианские ассизы, утверждённые Рожером II на большом собрании своих вассалов в Ариано в июле 1140 года. Две сохранившиеся копии Арианских ассиз были обнаружены в середине XIX века в архивах Ватикана и Монте-Кассино. Арианские ассизы объявили действительность существовавших к этому моменту законов всех подчиненных королевству народов. Местные законы теряли силу только, если они вступали в противоречие с королевскими указами. Арианские ассизы утверждали, что лишь король как носитель Божественной власти имеет право создавать, отменять и толковать законы. Неисполнение или противодействие королевской воле являлось одновременно и святотатством, и государственной изменой. Под понятие измены подводились не только преступления и заговоры против королевской особы, но и заговоры против любого члена курии, трусость в бою, вооружение толпы, отказ от поддержки армии короля или его союзников. Ни один свод законов в Западной Европе не толковал государственную измену столь широко. Отчасти Арианские ассизы предвосхищали эпоху абсолютизма.

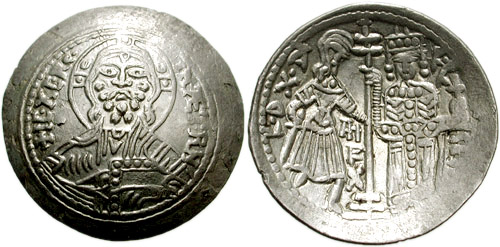
Дукале Рожера II: на реверсе — Христос Вседержитель, на аверсе — сам король со старшим сыном Рожером Апулийским

Сразу после собрания в Ариано Рожер II объявил о введении дукале — единой монеты для своего государства. В последующие годы Рожер II перераспределил большинство фьефов на материке. Отныне бароны владели своими фьефами не по праву завоевания, а лишь в соответствии с дарственной грамотой короля и только с момента её издания.
Рожер II, воспитанный на Сицилии среди греков и мусульман, усвоил традиционную для Востока концепцию Божественной власти монарха. В официальных документах, на монетах и изображениях Рожер II именовался Rex, что на Сицилии понималось как латинский перевод византийского императорского титула базилевс. Рожер II, как и его отец Рожер I, являлся папским легатом на Сицилии и использовал этот статус для принятия в единоличном порядке решений об основании новых епархий и монастырей. На аверсе его монет чеканился не апостол Петр, как у его предшественников, что подчеркивало вассальную зависимость от папы, но сам Христос. На известной мозаике в Марторане Рожер изображён получающим корону из рук Христа.

## Внешняя политика Рожера II

### Рожер II и крестоносцы
Рожер II очевидным образом претендовал на контроль над государствами крестоносцев, возникших в результате Первого крестового похода. Мать Рожера II Аделаида Савонская в 1112 году вышла замуж за Балдуина I Иерусалимского. По брачному контракту Балдуин I, не имевший до этого сыновей, признавал наследником Иерусалимского королевства Рожера, в случае если и от Аделаиды у него не будет детей. Брак Балдуина и Аделаиды был аннулирован в 1117 году, так как Балдуин вступил в него, не расторгнув предыдущего брака. Аделаида с позором вернулась на Сицилию, приданое ей не вернули, а после смерти Балдуина I иерусалимские бароны избрали себе другого короля. Эта династическая коллизия легко объясняет пренебрежительное отношение Рожера к Иерусалимскому королевству и прохладное отношение ко Второму крестовому походу.
Иначе дело обстояло с Антиохийским княжеством. Князь Антиохии Боэмунд II приходился внуком Роберту Гвискару и являлся близким родственником Рожера. Поэтому после гибели в 1130 году Боэмунда II, оставившего после себя малолетнюю дочь Констанцию, Рожер выдвинул претензии на антиохийский престол. Он попытался в 1135 году захватить в плен Раймунда де Пуатье, жениха Констанции, проезжавшего через Италию на Восток, а в 1138 году задержал направлявшегося в Рим латинского патриарха Антиохии (в изгнании).
Претензии на Антиохию ещё более испортили отношения с Византией, императоры которой считались сюзеренами этого княжества. Из-за этого руководители Второго крестового похода Людовик VII и Конрад III отказались воспользоваться сицилийским флотом для переправки своих войск на Восток, что позднее стало одной из причин краха экспедиции. Тем не менее, Рожер II в своем письме к Людовику VII не только предложил помощь в переправке французов в Левант, но даже говорил о своем намерении присоединиться к крестоносцам. Поражение Второго крестового похода предопределило создание нового враждебного Сицилийскому королевству союза двух империй. Конрад III, проживший долгое время в Константинополе, заключил союз с Мануилом I, направленный на совместное завоевание Южной Италии.

### Взаимоотношения с Византией
Взаимоотношения между Сицилией и Византией были изначально напряженными. Апулия и Калабрия, захваченные нормандцами в XI веке и вошедшие в 1128 году в состав владений Рожера II, были до этого византийским провинциями со значительной долей греческого населения. Византийские императоры Иоанн II Комнин и его сын Мануил I не переставали строить планы по отвоеванию Южной Италии. В связи с этими планами Византия, забывая о прежних разногласиях, неоднократно заключала союзы с Западной империей.
В 1147 году, когда Конрад III был вовлечён в крестовый поход, а Мануил I испытывал огромные трудности, связанные с проходом крестоносцев через Балканы, Рожер II нанес превентивный удар. Сицилийский флот под командованием адмирала Георгия Антиохийского захватил Корфу (Керкиру), разорил Афины, Фивы и Коринф. Избавившись от крестоносцев, Мануил I заключил союз с Венецией и, получив поддержку её флота, был готов в апреле 1148 года нанести удар по Сицилийскому королевству. Нападение на империю куманов, неожиданные штормы и смерть дожа привели к задержке операции. В результате византийский и венецианский флот соединились в Адриатике и начали осаду занятого сицилийцами Корфу только осенью 1148 года. Сухопутный поход византийцев был отложен на следующий год. Византийцам и венецианцам удалось взять Корфу только в августе 1149 года, а начавшееся в Сербии восстание против византийского владычества, поддержанное Венгрией, отвлекло византийскую армию от похода в Италию. Летом того же 1149 года сицилийский флот Георгия Антиохийского совершил пиратский набег через Дарданеллы до стен Константинополя.
К началу 1152 года внешнеполитическая ситуация вокруг Сицилийского королевства вновь стала критической. Мануил I и Конрад III, справившись со своими внутренними затруднениями, были готовы одновременно напасть на Южную Италию, папа Евгений III недвусмысленно принял их сторону, Венеция также присоединилась к союзу двух императоров. Но внезапная смерть Конрада III и последовавшая за ней борьба за престол Священной Римской империи вывела Германию из игры. Война Сицилии и Византии приостановилась, чтобы возобновиться уже в царствование Вильгельма I, сына Рожера II.
Таким образом, Рожеру II удалось сохранить своё королевство, которому угрожал союз Западной и Восточной империй. Сицилия вышла из этой войны ещё более сильной средиземноморской державой.

### Завоевания в Северной Африке

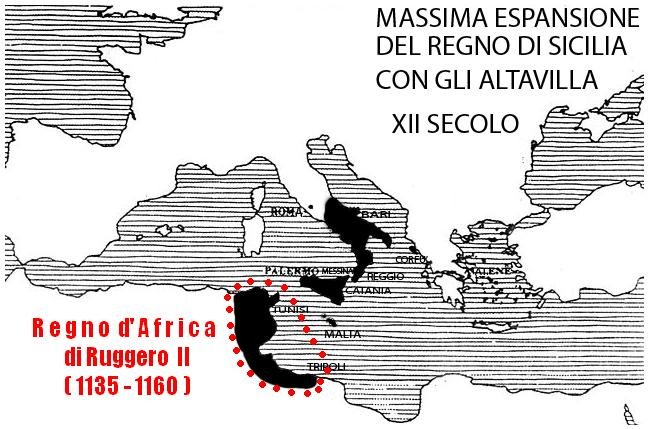
Королевство норманов в Африке

Одновременно со Вторым крестовым походом и войной с Византией Сицилийское королевство захватило ряд городов на североафриканском побережье: Триполи (1146), Габес (1147), Махдию (1148), Сус (1148), Сфакс (1148). Захват этих городов обеспечил сицилийскому флоту господство в центральном Средиземноморье, а стране принес значительные богатства, так как в этих городах начинались торговые пути во внутренние части Африки.

## Рожер II в науке и искусстве

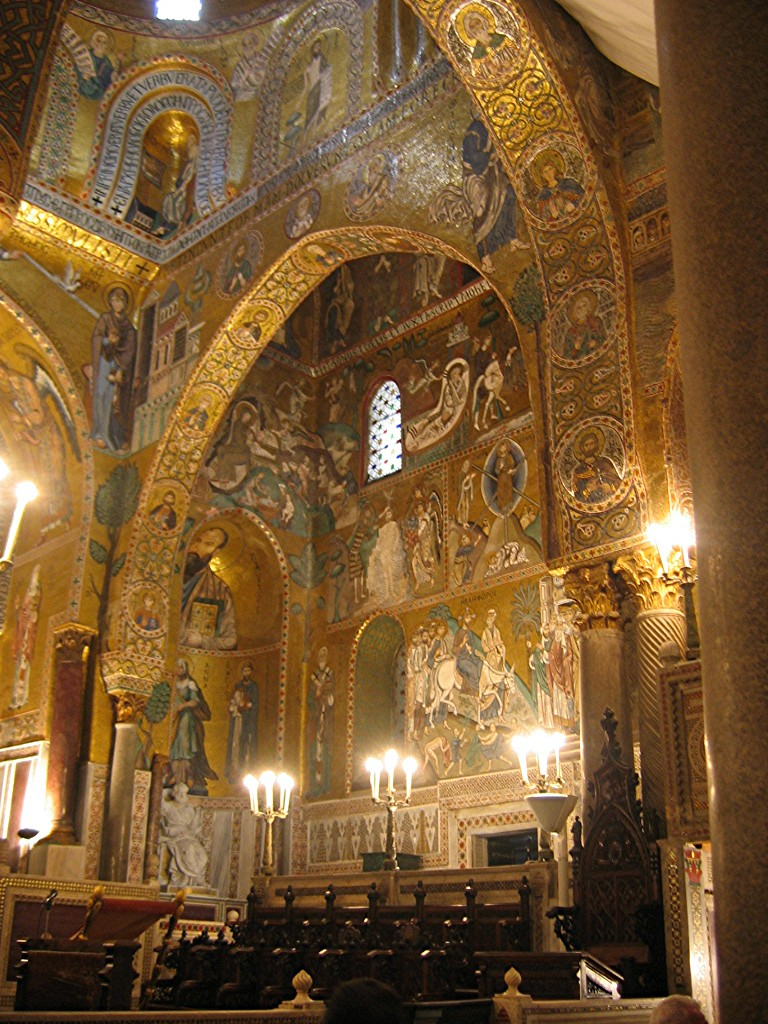
Интерьер Палатинской капеллы, построенной Рожером II

Воспитанный в космополитической атмосфере Палермо, с детства окруженный греками и арабами, Рожер II значительно отличался от современных ему средневековых королей. Он прекрасно говорил на арабском и греческом языках, которые в это время были подлинными языками науки. В 1140-е годы Рожер II пригласил в Палермо многих философов, математиков, географов, врачей из арабского мира и Европы, в обществе которых проводил время, свободное от государственных дел. Наиболее известным из них был близкий друг короля аль-Идриси, по повелению монарха возглавлявший комиссию, занимавшуюся сбором и систематизацией географических сведений. Итогом деятельности этой комиссии стала книга, полное название которой «Развлечение для человека, жаждущего полного знания о различных странах мира», но более известная под именем «Книги Рожера», наиболее значительный и точный географический труд доколумбовской эпохи. Другим, правда несохранившимся памятником географической мысли ученых Рожера II, была изготовленная из серебра планисфера, представлявшая собой изображение известных тогда земель и морей.
Аль-Идриси свидетельствует о Рожере II, что «познания его в математической и политической сфере были неизмеримо широки. Беспредельны были его познания и в прочих науках, столь глубоко и мудро он изучил их во всех подробностях. Ему принадлежат необычайные открытия и чудесные изобретения, подобных которым до того не совершал ни один государь». При Рожере II именно Сицилия стала одним из главных научных центров, где Западная Европа могла заново открыть для себя достижения греческой и арабской научной мысли.

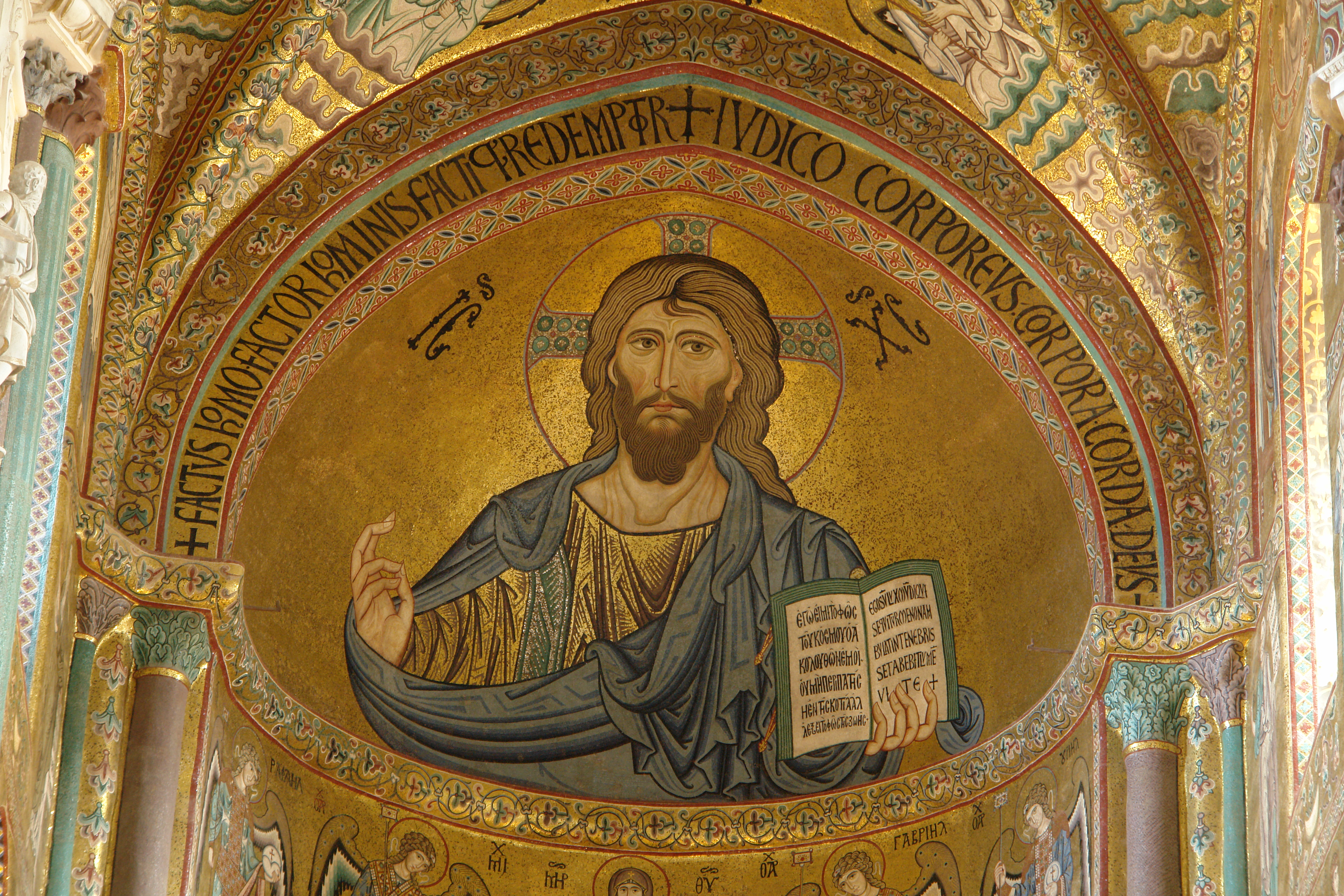
Христос Вседержитель — знаменитая мозаика в апсиде собора в Чефалу

Рожер II оставил значительный след и в искусстве. Крупнейшими архитектурными сооружениями, построенными на его средства и при его непосредственном участии, стали собор в Чефалу, а также монастырь Сан-Джованни-дельи-Эремити и Палатинская капелла в Палермо, представляющие собой уникальный синтез романской архитектуры, греческой мозаики и арабского прикладного искусства. В его же эпоху, при покровительстве адмирала Георгия Антиохийского, в Палермо была построена Марторана (первоначально св. Мария Адмиральская) — греческая церковь, среди мозаик которой находится самое известное изображение самого Рожера II — его коронация Христом.
Деятельность Рожера II широко отражена в сочинениях итальянских хронистов XII века, в частности, Алессандро из Телезе, Фалько из Беневенто, Ромуальда Салернского, а также продолжении «Хроники монастыря Монтекассино» Петра Диакона.

## Последние годы Рожера II. Семья и дети

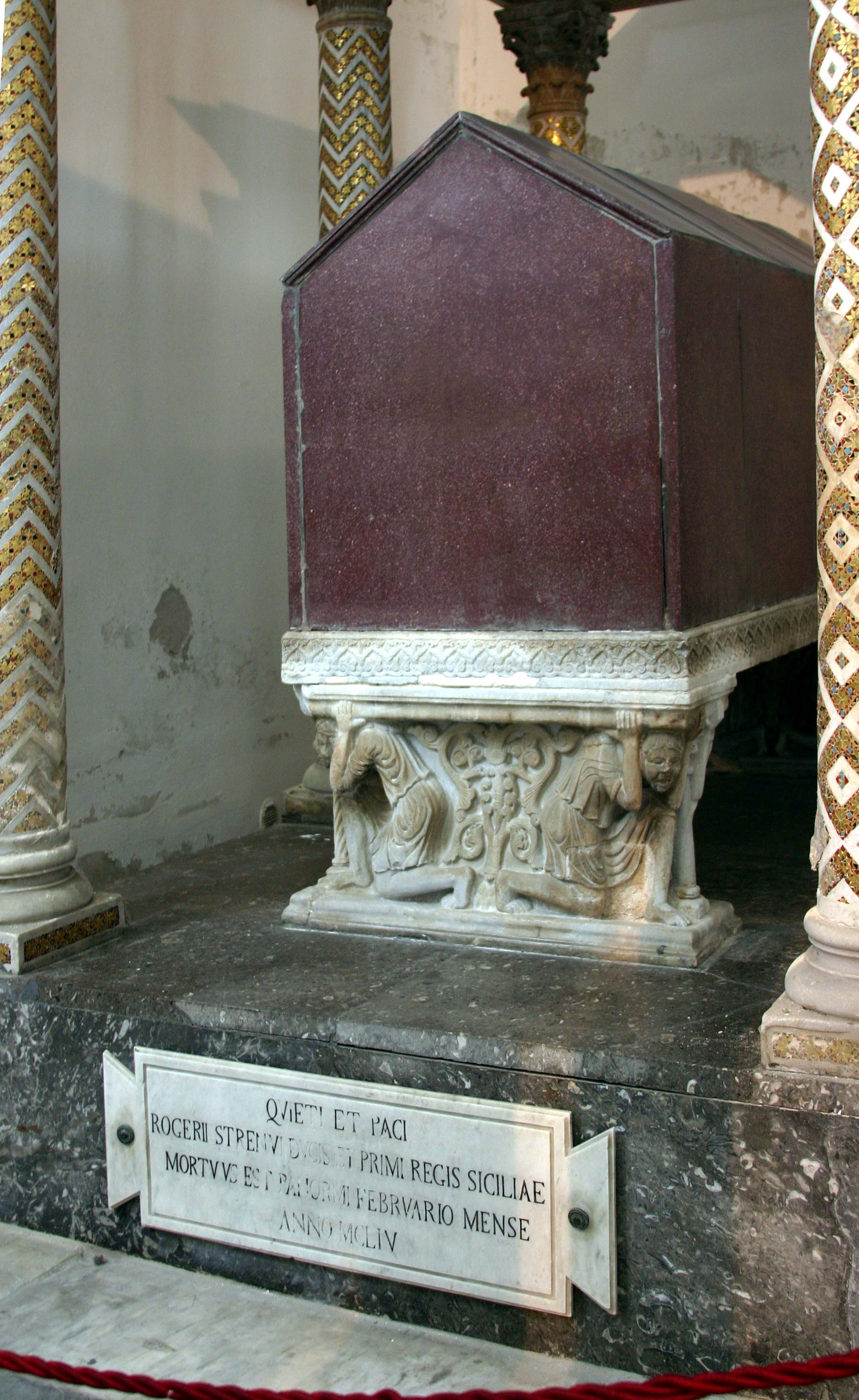
Саркофаг Рожера II в кафедральном соборе Палермо

О последних годах жизни Рожера II нет удовлетворительных данных ввиду отсутствия современных хроник. Известно, что на Пасху 1151 г. Рожер II короновал своего единственного живого к этому моменту сына Вильгельма, по всей видимости, в последние годы жизни Рожера II его сын играл значительную роль в управлении страной.
Рожер II был женат трижды.
От первого брака (ок. 1118 г.) с Эльвирой Кастильской (1100—1135), дочерью Альфонса VI Кастильского, у него родилось как минимум пять сыновей:
1. Рожер (1121—1148), герцог Апулии, наместник отца на континенте и его предполагаемый преемник. Не имея законных детей, он оставил побочного сына Танкреда ди Лечче (1135—1194), впоследствии (с 1190 г.) короля Сицилии.
2. Танкред (ум. между 1139 и 1143), князь Бари
3. Альфонсо (ум. 1144), князь Капуи и герцог Неаполя
4. Вильгельм I Злой (1126—1166), король Сицилии (с 1154 г.)
5. Генрих — умер в детстве

В 1149 году Рожер II вступил в недолговечный второй брак с Сибиллой Бургундской (1126—1150), дочерью Гуго II, герцога Бургундии, в следующем году умершей в родах. В 1151 году его третьей женой стала Беатриса де Ретель (1135—1185), внучатая племянница Балдуина II, короля Иерусалимского. Беатриса уже после смерти мужа родила ему дочь Констанцию (1154—1198), с 1186 г. жену императора Генриха VI, ввиду пресечения законнорожденного мужского потомства Отвилей в 1189 г. ставшую наследницей Сицилийского королевства.
Рожер II скончался 26 февраля 1154 года в Палермо и был погребен в роскошном порфировом саркофаге в кафедральном соборе своей столицы. Впоследствии рядом с ним были захоронены его дочь Констанция, зять Генрих VI и внук — император Фридрих II (он же король Сицилии Федериго I).

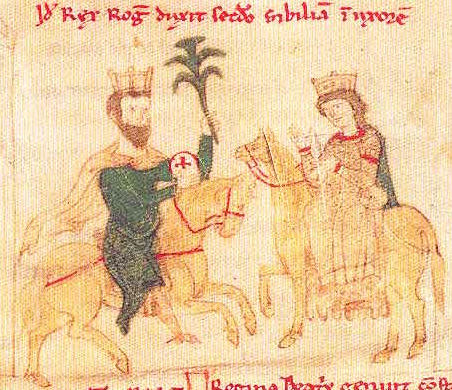
Рожер II встречает Сибиллу Бургундскую (Пётр из Эболи)
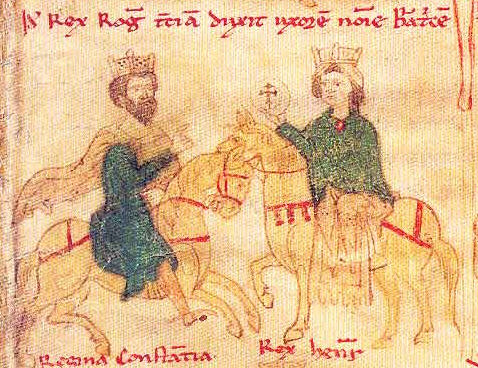
Рожер II встречает Беатрису Ретельскую (Пётр из Эболи)
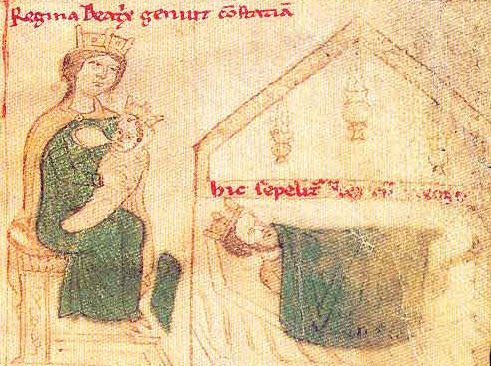
Беатриса Ретельская с новорождённой дочерью над гробом Рожера II (Пётр из Эболи)